# Афанасьев, Виктор Григорьевич
Ви́ктор Григо́рьевич Афана́сьев (18 ноября 1922, Актаныш, Актанышский сельсовет, Актанышская волость, Мензелинский кантон, Татарская АССР, РСФСР — 10 апреля 1994, Москва) — советский и российский учёный-обществовед, философ

, журналист, общественный и политический деятель. Академик АН СССР (1981, РАН с 1991, член-корр. с 1972), доктор философских наук (1964), профессор.
Главный редактор газеты «Правда» (1976—1989, дольше всех занимал этот пост; его заместитель в 1968—1974 гг.) и журнала «Коммунист» (1974—1976).
Председатель Союза журналистов СССР (1976—1990).
Член ВКП(б) с 1943 года, член ЦК КПСС в 1976—1990. Депутат Верховного Совета РСФСР (1971—1979), Верховного Совета СССР (1979—1989), народный депутат СССР (1989—1991). Лауреат Государственной премии СССР (1983) — за учебник «Основы философских знаний».

## Биография
Родился в селе Актаныш Актанышского района Татарской ССР в крестьянской семье, русский. По некоторому свидетельству, среднюю школу окончил с отличием. С октября 1940 года в РККА, служил в Советской Армии до 1953 года, демобилизовался, по утверждению В. Кожемяко, в звании капитана (в 1940—1942 гг. служил в военно-воздушных войсках; в 1942—1945 гг. офицер контрразведки «СМЕРШ» в Забайкальском военном округе; в 1945—1952 гг. старший уполномоченный и заместитель начальника контрразведки одной из войсковых частей г. Читы).
Участник Великой Отечественной войны; в сентябре 1945 года старший оперуполномоченный 2-го отделения отдела СМЕРШ 12-й воздушной армии ВВС лейтенант Афанасьев В. Г. награждён медалью «За победу над Германией в Великой Отечественной войне 1941—1945 гг.».
Как пишет В. Кожемяко, В. Г. Афанасьев был «боевым лётчиком. Воевал на Западе и на Востоке. После капитуляции Японии служил в Хабаровске, затем в Чите. Именно здесь серьёзно увлёкся философией и в конце концов поступил на заочное отделение исторического факультета единственного в ту пору читинского вуза» (летом 1949 года).
Находясь на военной службе окончил заочно за 15 месяцев факультет истории Читинского педагогического института им. Н. Г. Чернышевского (1950), по утверждению В. Кожемяко — с отличием. Также в 1951 г. поступил в заочную аспирантуру Московского областного педагогического института имени Н. К. Крупской и окончил её за 18 месяцев — в 1953 году, в том же году защитил кандидатскую диссертацию «И. В. Сталин о постоянно действующих факторах войны» (научным руководителем у него был заведующий той кафедрой Илья Диомидович Панцхава).
С 1953 по 1960 год работал в Челябинском государственном педагогическом институте в качестве старшего преподавателя, заместителя директора по научно-учебной работе, заведующего кафедрой философии.
Автор учебника по философии «Основы философских знаний», написанного им в Челябинске и на всесоюзном конкурсе признанного лучшим в стране. Благодаря ему В. Г. Афанасьева пригласили в Академию общественных наук в Москву.
В 1960–1968 годах работал в АОН при ЦК КПСС заместителем руководителя кафедры философии, и. о. руководителя кафедры научного коммунизма.
Докторская диссертация — «Проблема целостности в философии и биологии» (1964).
В 1968–1974 годах — заместитель, первый заместитель главного редактора газеты «Правда»; в 1974–1976 — главный редактор журнала «Коммунист». Р. И. Косолапов вспоминал, что будучи вскоре после XXV съезда партии приглашён к М. А. Суслову, тот ему сообщил, что руководство партии, решая, кого из двоих, Косолапова или Афанасьева, «поставить на „Правду“», приняло решение «в „Правду“ вернуть В. Г. Афанасьева».
С марта 1976 по октябрь 1989 года главный редактор «Правды»; ушёл в отставку после массовых протестов, вызванных перепечаткой в «Правде» статьи Витторио Дзуккони из итальянской газеты «Репубблика» об алкоголизме Б. Н. Ельцина.
В 1990 году и. о. академика-секретаря Отделения философии и права АН СССР.
В последние годы жизни — главный научный сотрудник Отделения философии, социологии, психологии и права РАН. Был членом редколлегии серии «Кибернетика — неограниченные возможности и возможные ограничения» РАН (издательство «Наука»).
Депутат Совета Национальностей Верховного Совета СССР 10 (1979—1984) и 11 (1984—1989) созывов от РСФСР.
Увлекался водными лыжами: «возглавил Федерацию воднолыжного спорта Москвы, а затем стал президентом Всесоюзной воднолыжной федерации, внёс огромный вклад в развитие воднолыжного движения в СССР. Был награждён золотой медалью Международной федерации водных лыж».
Поддерживал учёного Побиска Кузнецова.
Автор более 20 книг, около 500 работ, переводившихся на многие языки. В РГСУ проводятся именованные в его честь Афанасьевские чтения.
Умер от рака. Похоронен в Москве на Кунцевском кладбище.
Имя В.Г. Афанасьева более 20 лет носит конференция, проводимая РГСУ и Институтом социологии ФНИСЦ РАН, — "Афанасьевские чтения". В 2023 году юбилейные чтения были посвящены 100-летию со дня рождения  ученого.

## Личная жизнь
Жена — Людмила Петровна (1927—2002). У супругов родилось двое детей: дочь Ольга (род. 1949) и сын Андрей (род. 1956).
Жил на Малой Филёвской улице, д. 40.

## В искусстве
Художник Илья Сергеевич Глазунов в 1980 году написал портрет "Философ Виктор Афанасьев".

## Оценки
«Самый, пожалуй, легендарный главный редактор газеты „Правды“. Все без исключения „правдисты“ называют его не иначе как „фантастическим человеком“. Мужественный, талантливый, никогда не давал своих подчиненных на растерзание, презирал интриги и доносы — так отзываются о нем коллеги. Виктора Григорьевича Афанасьева можно без преувеличения назвать человеком-энциклопедистом, всех его заслуг, должностей и регалий не перечесть: доктор философских наук, академик, автор знаменитого учебника „Основы философских знаний“ (учебник выдержал 24 издания!), журналист, политический деятель, участник Великой Отечественной войны…».

## Награды[3]
- орден Ленина (1982)
- Орден Октябрьской Революции (1971)
- орден Отечественной войны II степени (1985)
- орден Трудового Красного Знамени (1975)
- орден Красной Звезды (1945)
- медаль «За отвагу» (1943)
- медаль «За победу над Германией в Великой Отечественной войне 1941—1945 гг.» (1945)
- Государственная премия СССР (1983) — за учебник «Основы философских знаний»

## Основные работы
- Проблема целостности в философии и биологии, 1964;
- Основы философских знаний (учебник для высших партийных школ) (1960) — всего выдержал 24 издания (14 переработанных и 10 стереотипных)[9]
- Научное управление обществом (М., 1973);
- Социальная информация и управление обществом, 1975
  - переиздано: Социальная информация и управление обществом. 2-е изд., стереотип. URSS. 2018. 408 с. ISBN 978-5-397-06305-0.
- Человек в управлении обществом, 1977;
- Системность и общество. М., 1980;
  - 2-е изд. М. : ЛЕНАНД, 2018. — 368 с.
- Общество: системность, познание и управление. М.,1981;
- Основы научного коммунизма;
- Мир живого: системность, эволюция и управление, 1986
  - Мир живого: СИСТЕМНОСТЬ, ЭВОЛЮЦИЯ И УПРАВЛЕНИЕ. 2-е изд. URSS. 2010. 336 с. ISBN 978-5-382-01185-1
- Четвёртая власть и четыре генсека;
- Человек: общество, управление, информация: Опыт системного подхода. URSS. 2013. 208 с. ISBN 978-5-397-03824-9